# سد امیلیو لوپز زامورا
سد امیلیو لوپز زامورا (به اسپانیایی: Presa Emilio López Zamora) یک سد در مکزیک است که در انسنادا، باخا کالیفرنیا واقع شده‌است.